# Empire Company
Empire Company est un conglomérat canadien principalement spécialisé dans la vente au détail de produits alimentaires et aux investissements des entreprises. Fondée en 1963, la société a son siège social à Stellarton, en Nouvelle-Écosse, et possède la chaîne de supermarchés Sobeys. Au total, la société possède, affiliée ou franchise plus de 1 500 magasins; en plus de Sobeys, les marques comprennent Safeway, IGA, Foodland, Farm Boy, FreshCo, Thrifty Foods et Lawtons Drug.

## Acquisitions
Empire Company a une longue histoire d'acquisitions :
- 1976 Lawton's Drug Stores Limited, qui exploitait 18 magasins en Nouvelle-Écosse.
- Novembre 1980 – juillet 1981 : Empire acquiert Sobey Holdings Limited, obtenant une participation de 50,97 % dans la société.
- Février 1983 : Empire augmente sa participation dans Hannaford Bros. Co., un détaillant alimentaire américain, à 25 % (vendu en 2000)
- En juin 1987, Empire achète les 49,03 % restants de Sobeys, ce qui en fait une filiale à 100 %. (Vendu en 1998, racheté en 2007)
- 1987 Empire rachète son partenaire Empire Theatres, le transformant en une filiale à 100 %.
- Mai 1988 Empire achète une participation de 25 % dans Provigo.
- 1988 Empire acquiert une participation supplémentaire de 22 % dans Wajax, ce qui porte le total de ses actions à 45 %.
- En juin 1989, Empire rachète la part restante d'Atlantic Shopping Centres, ce qui en fait une filiale à 100 %.
- En décembre 1993, Empire Real Estate achète 64 % de Halifax Developments, Ltd, ce qui en fait une filiale à 100 %.
- Décembre 1998 : Empire achète Oshawa Group pour 1,5 milliard de dollars.
- Janvier 2001 : Empire Real Estate achète une participation de 35,7 % dans Genstar Developmental Partnership pour 29 millions de dollars.
- Février 2004 : Sobey's acquiert Commisso's Food Markets et Empire Real Estate acquiert les biens immobiliers de Commisso's pour un total de 103,5 millions de dollars.
- Septembre 2005 Empire Theatres acquiert 27 salles supplémentaires.
- Août 2006 Sobey's acquiert Achille de la Chevrotière, incluant sa chaîne d'épicerie d'environ 25 magasins au Québec et en Ontario. Cela coûte 79,2 millions de dollars.
- Le 15 juillet 2007, Empire rachète la totalité des actions restantes de Sobey's, devenant ainsi à nouveau une filiale à 100 %.
- Septembre 2007 Sobeys achète Thrifty Foods pour 256,6 millions de dollars.
- 2011 Sobeys achète 236 postes d'essence au détail pour 214,9 millions de dollars au Québec et dans les provinces de l'Atlantique[3].
- Juin 2013 Empire achète tous les magasins Safeway Canada pour 5,8 milliards de dollars
- En septembre 2018, Empire annonce son intention d'acheter les magasins Farm Boy dans le cadre d'une transaction de 800 millions de dollars[4].
- En mars 2021, Empire annonce qu'il achètera 51 % des parts de Longo's et de son activité de commerce électronique Grocery Gateway pour 357 millions de dollars. L'opération devrait être finalisée au cours du premier trimestre de l'exercice 2022 d'Empire[5].

## Ventes de filiales ou de participations
- 1998 Empire vend 38 % de Sobeys et introduit sa société en bourse.
- 2000 Empire vend sa participation de 25 % dans Hannaford Bros Co pour 1,03 milliard de dollars.
- Mars 2002 Empire vend Serca Foodservice à SYSCO pour 411 millions de dollars.
- Juin 2005 Lorsque Wajax est devenue une fiducie de revenu, Empire a vendu 2,875 millions d’actions pour 50,8 millions de dollars.
- 2006 Empire vend 44 propriétés à Crombie REIT.
- Avril 2008 Empire vend 61 autres propriétés à Crombie REIT.
- 2011 Empire vend sa part restante de Wajax.
- Juin 2013 Empire annonce la vente d'Empire Theatres à Cineplex Entertainment et Landmark Cinemas. Le prix d'achat brut total payé à Empire Theatres dans le cadre des deux transactions s'élevait à environ 248 millions de dollars en espèces[6],[7].
- Octobre 2013 La vente des cinémas Empire à Cineplex et Landmark est finalisée.
- Août 2013 Sobeys vend le terrain de 68 magasins Safeway à Crombie REIT pour 900 millions de dollars.
- Oct/Nov/Déc 2013 Sobeys annonce la vente prévue de 23 de ses magasins en Alberta en prévision de l'acquisition de Safeway; cette décision était nécessaire afin de satisfaire le Bureau de la concurrence[8].